# Fatti miei/Un'altra storia d'amore
Fatti miei/Un'altra storia d'amore è un 45 giri di Fiordaliso pubblicato dalla Durium nel 1986.

## Fatti miei
Fatti miei fu composto da Malise, pseudonimo di Zucchero Fornaciari ed Enzo Malepasso su testo di Luigi Albertelli. 
Fu presentato al 36º Festival di Sanremo 1986 classificandosi al 10º posto ma non riscosse grossi successi di vendite, come i singoli precedenti, nonostante la buona qualità artistica e l'interpretazione grintosa della cantante emiliana.
Nel 1986 per la quinta volta consecutiva Fiordaliso fu fatta partecipare al Festival di Sanremo per promuovere l'album Dal vivo per il mondo (pubblicato nel Dicembre del 1985 senza grossi risultati di vendite) e per tentare nuovamente di imporla tra le grandi interpreti della canzone italiana, dopo i mezzi passi falsi di Li-be-llu-la e Il mio angelo. Per l'occasione infatti l'album venne ristampato con l'aggiunta del brano sanremese al posto dell'inedito "You know my way" presente solo nella prima edizione del live. 
Il brano venne pubblicato anche in lingua spagnola con il titolo Desde hoy e distribuito in Spagna e in Sudamerica dove la cantante piacentina era popolare in quel periodo.
Nel 1994 il brano venne ricantato e reinciso dalla stessa cantante nella raccolta "e adesso voglio la luna" con la parte finale originale del testo, "censurato" nella versione del 1986 perché ritenuto non idoneo al palco di Sanremo.

## Un'altra storia d'amore
Un'altra storia d'amore è il brano presente nel lato b del disco, scritto da Luigi Albertelli per il testo e da Enzo Malepasso con Enzo Ghinazzi per la musica.

## Tracce
1. Fatti miei
2. Un'altra storia d'amore